# SGA BCFeh 4/4 1–5
BCFeh 4/4 war die Serienbezeichnung für meterspurige Triebwagen mit Adhäsions- und Zahnradantrieb der St. Gallen-Gais-Appenzell-Altstätten-Bahn (SGA) mit den Nummern 1 bis 5. Später trugen die Fahrzeuge die Bezeichnung ABDeh 4/4 1–5 und kamen 1988 durch Fusion zu den Appenzeller Bahnen (AB). Der BCFeh 4/4 Nr. 5 ist als historisches Fahrzeug erhalten.

## Geschichte

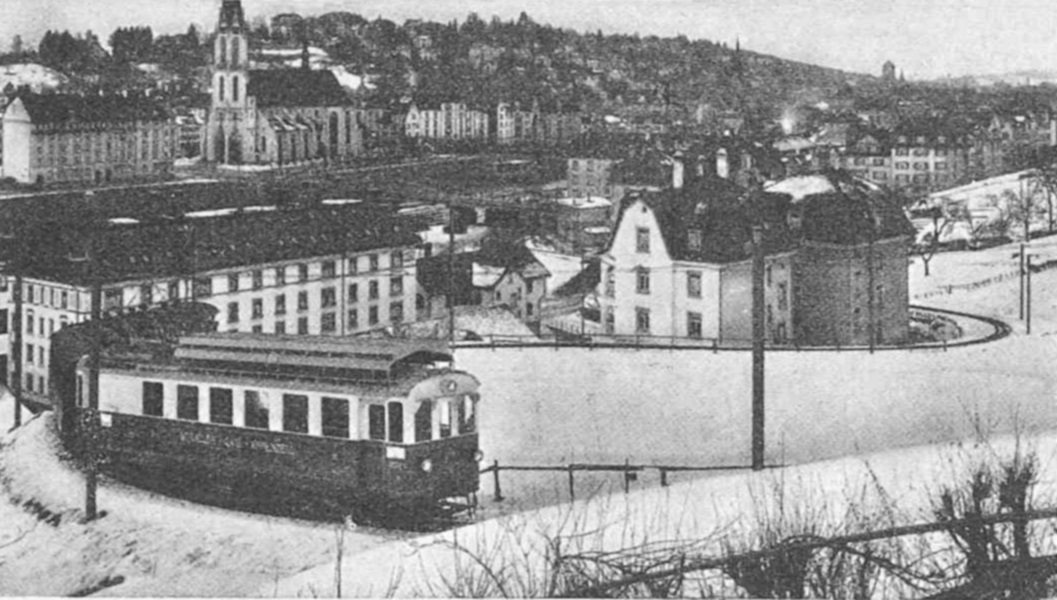
Zug mit BCFeh 4/4 in der Ruckhaldenkurve bei St. Gallen mit Zahnstange und 30 m Kurvenradius.

Anlässlich ihrer Elektrifikation beschafften die SGA fünf Personen-Triebwagen BCFeh 4/4 1–5 mit 2. und 3. Wagenklasse und Gepäckabteil. Die Schweizerische Lokomotiv- und Maschinenfabrik (SLM) wurde als Generalunternehmerin bestimmt. Der wagenbauliche Teil wurde von der Schweizerischen Industrie-Gesellschaft (SIG) geliefert und die elektrische Ausrüstung lieferte Brown, Boveri & Cie. (BBC). Die weitgehend der Strasse folgende Strecke St. Gallen–Appenzell mit vielen engen Kurven und damals mehreren Zahnstangenabschnitte erforderte beim Bau der Triebfahrzeuge verschiedene neuartige Lösungen. Die elektrischen Triebwagen mit einer Stundenleistung von 600 PS waren damals die weltweit stärksten Triebwagen für gemischten Adhäsions- und Zahnradantrieb. 

## Technik

### Mechanischer Teil

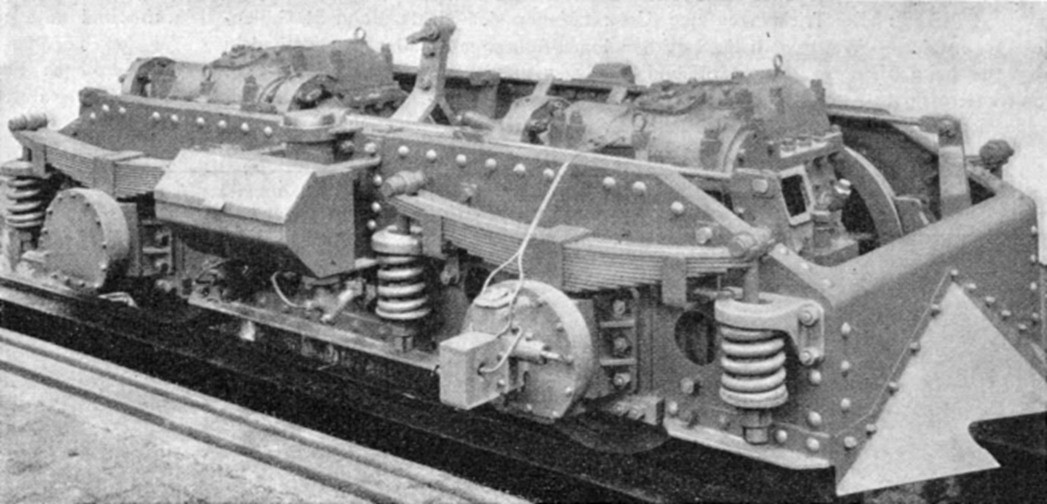
Über jeder Achse des Drehgestells ist eine Kegelradübersetzung eingebaut, die mit einer (hier nicht abgebildeten) Kardanwelle angetrieben wird.

Die BCFe 4/4 sind als vierachsige Drehgestell-Triebwagen mit kombinierten Adhäsions- und Zahnradantrieb gebaut.
Die grosse Leistung der Triebwagen und die engen Kurven der SGA verunmöglichten den üblichen Einbau der Fahrmotoren in die Drehgestelle. Die zwei Motoren sind unten fest am Wagenkasten befestigt und treiben über eine Zwischenübersetzung und Kardanwellen je ein Drehgestell an. Diese weltweit einzigartige Lösung wurde mehr als 40 Jahre später beim Bau der TGV-Züge wieder aufgegriffen. Die vier gefederten Triebzahnräder sind lose auf den Adhäsionsachsen gelagert. Wegen des gemeinsamen Antriebs beider Triebzahnräder eines Drehgestells ist zum Auffangen des Zahndrucks, der durch Zahnteilungsfehler entsteht, eine Zahndruck-Ausgleichsvorrichtung nötig.  
Die Triebwagen sind mit fünf Bremssystemem ausgerüstet: einer verschleissenfreien Widerstandsbremse, einer auf die Adhäsions- und Zahnradtriebräder wirkenden Druckluftbremse, einer Rangierbremse, einer Handbremse und einer auf die Kardanwelle wirkende Bandbremse, die nur im Notfall eingesetzt wird.

### Elektrischer Teil

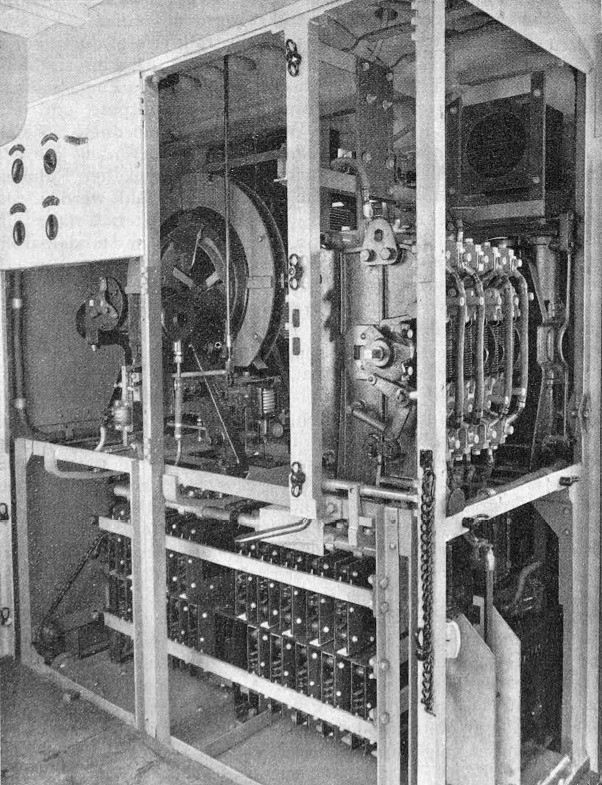
Geöffneter Hochspannungsschrank mit Zentralkontroller, Hauptschalter, Wendeschalter und Brems- und Übererregerschalter.

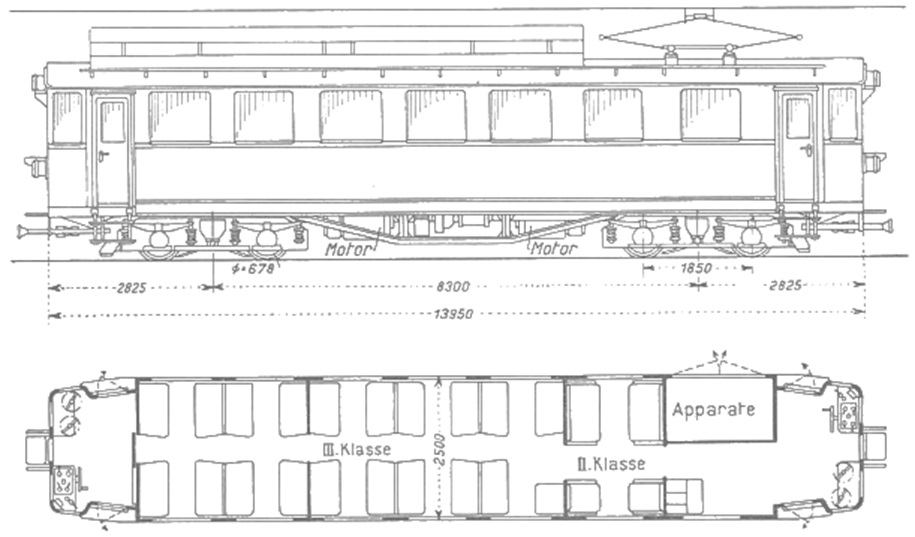
Typenskizze

Die beiden eigenbelüfteten Fahrmotoren sind dauernd in Serie geschaltet, weil die sonst übliche Serie-Parallel-Schaltung bei den Betriebsbedingungen der SGA keine grossen Vorteile ergäbe. Als wirtschaftliche Fahrstufen sind neben der Fahrstufe in voller Felderregung zwei mit Feldschwächung und eine weitere mit übererregten Motorfeldern vorhanden. Dazu werden zwei zusätzliche Feldwicklungen in Serie geschaltet, um eine erhöhte Windungszahl zu erhalten. Die Feldschwächung wird auf Adhäsionsstrecken zur Erhöhung der Fahrgeschwindigkeit verwendet. Die Schaltung mit Feldübererregung erlaubt bei der Bergfahrt auf Zahnstangenabschnitten eine weitere wirtschaftliche Geschwindigkeitsstufe, die bei der Alleinfahrt des Triebwagens nötig ist.  
Die elektrische Widerstandbremse erlaubt das Abbremsen des ganzen Zuggewichts auf Zahnstangen- und Adhäsionsstrecken. Wegen den grossen Bremsströmen war eine besondere Verschalung der Bremswiderstände nötig, die für eine gute Wärmeabführung sorgt. Die Triebwagen waren bereits bei der Ablieferung mit einer Sicherheitssteuerung ausgerüstet.

## Betrieb
Die Triebwagen können Züge mit einer maximalen Anhängelast von 65 Tonnen führen. Die Höchstgeschwindigkeit beträgt 40 km/h auf Adhäsionsstrecken, 24 km/h auf der Bergfahrt und 18 km/h auf der Talfahrt von Zahnstangenabschnitten. Bis zur Inbetriebnahme der ABDeh 4/4 6–8 in den Jahren 1952/1953 führten die fünf BCFeh 4/4 alle Züge zwischen St. Gallen und Appenzell.
Auch nach 1952 bespannten die BCFeh 4/4 weiterhin den Grossteil der Züge von St. Gallen nach Appenzell. Ab 1963 kamen sie auch regelmässig mit den direkten Zügen St. Gallen–Wasserauen auf die Strecke der damaligen Appenzeller Bahn. Bis 1981 legte jeder Triebwagen rund 2,6 Millionen Kilometer zurück. 

### Bilder aus den ersten Betriebsjahren

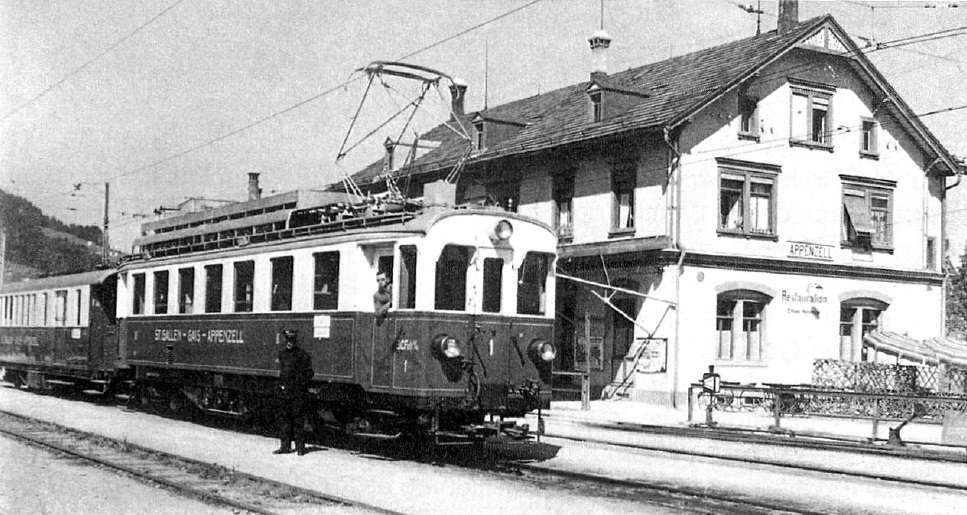
Zur Abfahrt bereiter BCFeh 4/4 Nr. 1 in Appenzell.
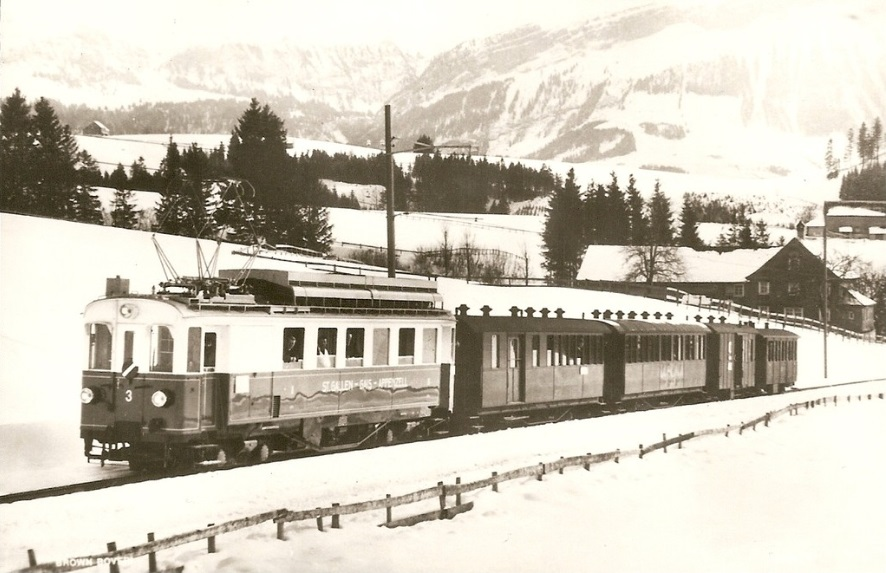
BCFe 4/4 3 im Anstieg von Appenzell nach Sammelplatz.
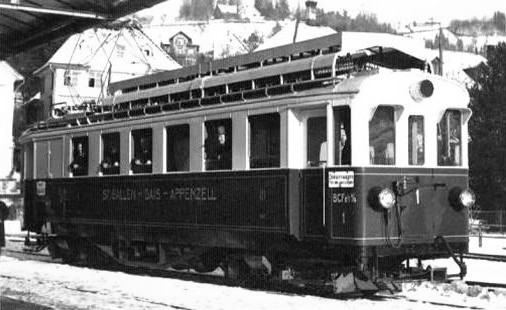
Triebwagen BCFeh 4/4 Nr. 1 als Alleinfahrer in Teufen.
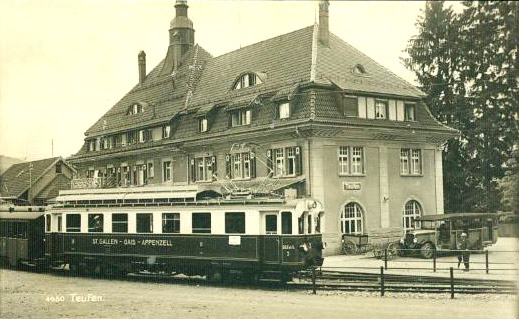
BCFeh 4/4 Nr. 3 vor dem Bahnhofsgebäude in Teufen, in dem auch die Direktion der SGA untergebracht war.

### Weitere Verwendung
Mit der Inbetriebnahme der BDe 4/4 II 1981 verloren die nun ABDeh 4/4 1–5 genannten Triebwagen ihr ursprüngliches Einsatzgebiet. Nummer 3 wurde remisiert und 1987 abgebrochen. ABDeh 4/4 1 wurde 1989 in Xeh 4/4 91 umbezeichnet und für die Beförderung von Rollbockzügen ab Gossau verwendet, wofür er wegen seiner grossen Zugkraft besonders geeignet war. Die Rollböcke wurden bis nach Wasserauen und auch über Appenzell nach Teufen befördert. Bei grossem Verkehrsaufkommen wurde zusätzlich ein ABDeh 4/4 eingesetzt. In Rollbockzügen mit Tandem-Bespannung wurde regelmässig Kies zum Bau der Hundwilertobelbrücke bis zur Entladestelle Furt bei Zürchersmühle transportiert. Nach der Ablieferung der Ge 4/4 Nr. 1 wurde der Xeh 4/4 91 nur noch für Dienstfahrten eingesetzt.

## Verbleib

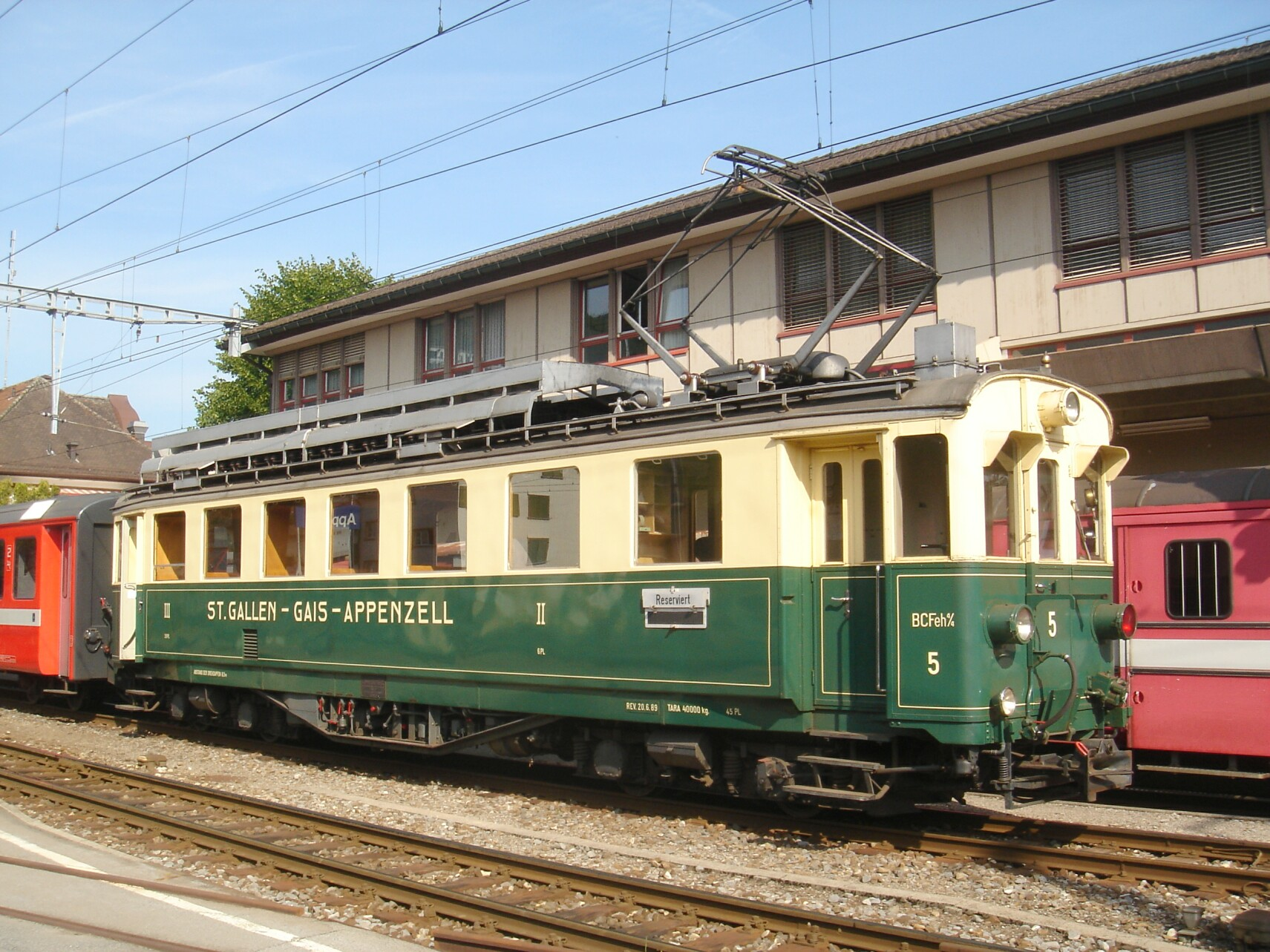
In den Ursprungszustand gebrachter BCFeh 4/4 5 als historisches Fahrzeug in Appenzell.

Als einziges Fahrzeug ist der Triebwagen Nr. 5 erhalten geblieben und wird für Dienst- und Nostalgiezüge eingesetzt. Er musste 2012/13 revidiert werden, weil sich bei nassem Wetter in den Dachwiderständen Kurzschlüsse bildeten.
Ein Fahrmotorlagerschaden führte 1997 zur Ausrangierung des Triebwagens Nr. 1. Er kam zur Aufarbeitung im Jahr 2000 zu La Traction. Sein Zustand war aber so schlecht, dass er 2013 abgebrochen werden musste.